# Richard Graves MacDonnell
Sir Richard Graves MacDonnell KCMG CB (tiếng Trung: 麥當奴; 3 tháng 9 năm 1814 – 5 tháng 2 năm 1881) là một luật sư, thẩm phán và thống đốc thuộc địa người Anh-Ireland. Các chức vụ quản lý thuộc địa của ông bao gồm Thống đốc của Các khu định cư của Anh ở Tây Phi, Thống đốc Saint Vincent, Thống đốc Nam Úc, Thống đốc Nova Scotia và Thống đốc Hồng Kông. Một số địa điểm trên thế giới được đặt theo tên của ông, bao gồm Đường MacDonnell ở Hồng Kông, Dãy MacDonnell và Bán đảo Sir Richard ở Úc.
Trong giai đoạn ông làm Thống đốc Hồng Kông (1866 - 1872), Đế chế Anh đã cho giới thiệu xu bạc 1 dollar Victoria Hong Kong và đây là tiền tệ đầu tiên được phát hành dành cho một lãnh thổ của Anh ở Viễn Đông. Nó cũng là đô la thương mại đầu tiên của thực dân phương Tây ở châu Á. Dù đồng tiền này không thành công trong việc phá thế độc quyền của đô la Tây Ban Nha và xu bạc Con cò của Mexico ở thị trường thương mại Trung Quốc, nhưng nó đã tạo tiền đề cho sự ra đời của đồng đô la Hải thần sau đó gần 3 thập kỷ.

## Cuộc sống đầu đời
Richard Graves MacDonnell sinh ra tại Dublin, ngày 8 tháng 9 năm 1814, là con trai thứ hai của Richard MacDonnell, Hiệu trưởng trường Trinity College Dublin, và Jane Graves (1793–1882), con gái thứ hai của Richard Graves. Ông là cháu trai của Robert James Graves và là anh trai của Thiếu tướng Arthur Robert MacDonnell. Những người anh em họ đời đầu của ông bao gồm Phu nhân Valentine Blake xứ Menlough, Ngài William Collis Meredith, Edmund Allen Meredith, John Dawson Mayne và Francis Brinkley. MacDonnell vào học tại Trinity College Dublin năm 1830, được bầu làm học giả năm 1833 và tốt nghiệp Cử nhân Nghệ thuật (1835), Thạc sĩ Nghệ thuật (1836), Cử nhân Luật (1845) và Cử nhân Luật (1862).

## Thống đốc tại Gambia và Tây Ấn
MacDonnell được gọi đến đoàn luật sư Ireland vào năm 1838, và đoàn luật sư Anh tại Lincoln's Inn, ngày 25 tháng 1 năm 1841. Vào ngày 20 tháng 7 năm 1843, ông được bổ nhiệm vào chức vụ mới là Chánh án Tòa án Tối cao Gambia. Sau bốn năm ở đó, giữa những kỳ nghỉ dài vì sức khỏe khi đi du lịch khắp Hoa Kỳ và Canada, ông dự định nộp đơn từ chức cho Henry Grey, Bá tước Grey thứ 3 và tiếp tục hành nghề tại đoàn luật sư Anh. Nhưng, vào ngày 1 tháng 10 năm 1847, Grey đã thuyết phục ông ở lại và bổ nhiệm ông làm Thống đốc các khu định cư của người Anh tại Gambia, một chức vụ mà ông giữ thêm 4 năm nữa.
Trong thời gian ở Gambia, MacDonnell (là anh em họ của những nhà thám hiểm là Đại úy Sir Richard Francis Burton và Đô đốc Richard Charles Mayne) đã dành phần lớn thời gian để thỏa mãn niềm đam mê thám hiểm của mình và tổ chức các chiến dịch trừng phạt chống lại các bộ lạc bản địa hung hăng. Các cuộc thám hiểm của ông đã mở ra vùng đất nội địa châu Phi từ Sông Gambia đến Sông Senegal. Các cuộc thám hiểm quân sự mà ông tham gia chống lại các bộ lạc bản địa đã áp bức những người buôn bán trên sông từ lâu đã thành công và mở rộng phạm vi thương mại của Anh trong khu vực. Trong một lần đến thăm một vị vua bản địa, một cuộc phục kích đã được lên kế hoạch để nhấm đến ông, và ông đã suýt bị ám sát. Đổi lại, chính phủ Anh đã cử 400 lính đến để trừng phạt.
Năm 1852, (được trao cấp bậc Hiệp sĩ trong Huân chương Bath), ông được đề cử làm Phó thống đốc của Saint Lucia, nhưng không đảm nhiệm chức vụ này, ông đã được cử đi, vào ngày 10 tháng 1 năm 1853, để trở thành người quản lý và Captain general của đảo Saint Vincent. Ông là Lieutenant general của Saint Vincent từ năm 1853 đến năm 1854.

## Thống đốc Nam Úc
Được mô tả là một 'nhân vật có tính cách thống trị' và nổi tiếng là thẳng thắn và không khoan dung, MacDonnell được bổ nhiệm làm Thống đốc thứ 6 của Nam Úc, nhậm chức vào ngày 9 tháng 6 năm 1855, thay thế Boyle Travers Finniss, người đã đảm nhiệm chức vụ này kể từ khi Sir Henry Young rời đi. Ngay trước khi đến Úc, vào năm 1856, ông được Nữ hoàng Victoria phong làm Hiệp sĩ chỉ huy của Huân chương Thánh Michael và Thánh George tại Cung điện Buckingham.
Ngay sau khi đến Úc, MacDonnell đã tham gia vào cuộc tranh luận gay gắt về thành phần của cơ quan lập pháp; MacDonnell ủng hộ cơ chế đơn viện, trong khi phần lớn những người thực dân thích hệ thống lưỡng viện, điều này mang lại cho ông sự ủng hộ của những người bảo thủ, nhưng lại giúp những người theo chủ nghĩa tự do và cấp tiến đoàn kết chống lại ông. Cuối cùng, hệ thống hai viện đã thắng thế, mặc dù Thượng viện có quyền nhượng quyền tài sản. Những khó khăn giữa MacDonnell và các quan chức của ông đã dẫn đến một số lần thay đổi chính phủ. Ông đã mở rộng đường sắt và liên lạc điện báo trong thuộc địa và mở ra các mỏ đồng có giá trị trên Bán đảo Yorke, đồng thời thúc đẩy sự tiến bộ trong các hoạt động nông nghiệp và chăn nuôi.
MacDonnell tỏ ra ít quan tâm đến tầng lớp lao động Úc, cho rằng lòng từ thiện nuôi dưỡng sự lười biếng và bần cùng. Ông đặc biệt ấn tượng với những người định cư từ Đức và ông dự đoán rằng thuộc địa này có tương lai tươi sáng để sản xuất rượu vang. Trong nhiệm kỳ 7 năm của ông, diện tích trồng lúa mì đã tăng gấp đôi ở Nam Úc và ông lập luận rằng những người nông dân có vốn sẽ thành công miễn là phương pháp của họ không làm cạn kiệt đất.
Niềm đam mê khám phá của MacDonnell đã hỗ trợ rất nhiều cho việc mở rộng vùng nội địa Úc, đặc biệt là Sông Murray và ông đã phát triển nhiều nguồn tài nguyên thiên nhiên của thuộc địa. Ông đã đi khắp nơi trong thuộc địa và vào năm 1859 đã dẫn đầu một nhóm nhỏ để điều tra vùng đất xung quanh các hồ và đất sét phía bắc, đi được 1.800 dặm (2.900 km) trong ba tháng. Ông khẳng định rằng Charles Sturt và Edward John Eyre được đánh giá quá cao là những nhà thám hiểm vì họ dường như "nói chung có năng khiếu đến những nơi ảm đạm nhất và tìm thấy sự cằn cỗi từ Dan đến Beersheba". Thay vào đó, ông thúc giục những người thực dân ủng hộ nỗ lực của John McDouall Stuart để đi xuyên qua lục địa.
MacDonnell được coi là người "quyền lực và hiếu khách" ở Úc. Ông cũng đồng nhất mình với hầu hết các tổ chức văn học, nghệ thuật và từ thiện. Ông cũng tự nhận mình là một trong hầu hết các tổ chức văn học, nghệ thuật và từ thiện. Ông tự coi mình là một nhà lãnh đạo và nhà cải cách, và mặc dù vui vẻ, đôi khi năng lượng sôi nổi của ông khiến xã hội Adelaide thất vọng. Là người bảo trợ cho nền văn hóa Nam Úc, ông khuyến khích những học sinh không thể đi du học tiếp tục học sau tiểu học và với sự vội vã thường lệ của mình, ông đã đích thân kiểm tra các ứng viên và tặng giải thưởng, nhưng kế hoạch của ông đã sụp đổ sau khi ông rời khỏi thuộc địa. Ông rời Nam Úc vào ngày 4 tháng 3 năm 1862 để đi nghỉ ở Ireland trước khi đảm nhiệm chức vụ tiếp theo.

## Thống đốc Nova Scotia
Theo đề nghị của người tiền nhiệm, George Phipps, Hầu tước thứ 2 xứ Normandy, MacDonnell được bổ nhiệm làm Thống đốc Nova Scotia từ ngày 28 tháng 5 năm 1864 đến tháng 10 năm 1865, và cư trú tại Tòa nhà Chính phủ (Nova Scotia). Ông đến đây trùng với thời điểm Liên bang hóa Canada mà ông không hề che giấu việc mình phản đối, và ông từ chối trở thành công cụ của Bộ trưởng Thuộc địa Anh hoặc Toàn quyền Canada, ông nói với Thủ tướng Canada Sir John A. Macdonald, "Tôi nói cho anh biết, anh không được phép bầu tôi làm thị trưởng!" Liên bang hóa tiếp tục diễn ra, khiến nhiệm kỳ của MacDonnell tại Nova Scotia trở nên ngắn ngủi. Người kế nhiệm ông là một trong những người con trai lỗi lạc nhất của Nova Scotia, Tướng Sir William Fenwick Williams, đệ nhất Nam tước.

## Thống đốc Hồng Kông

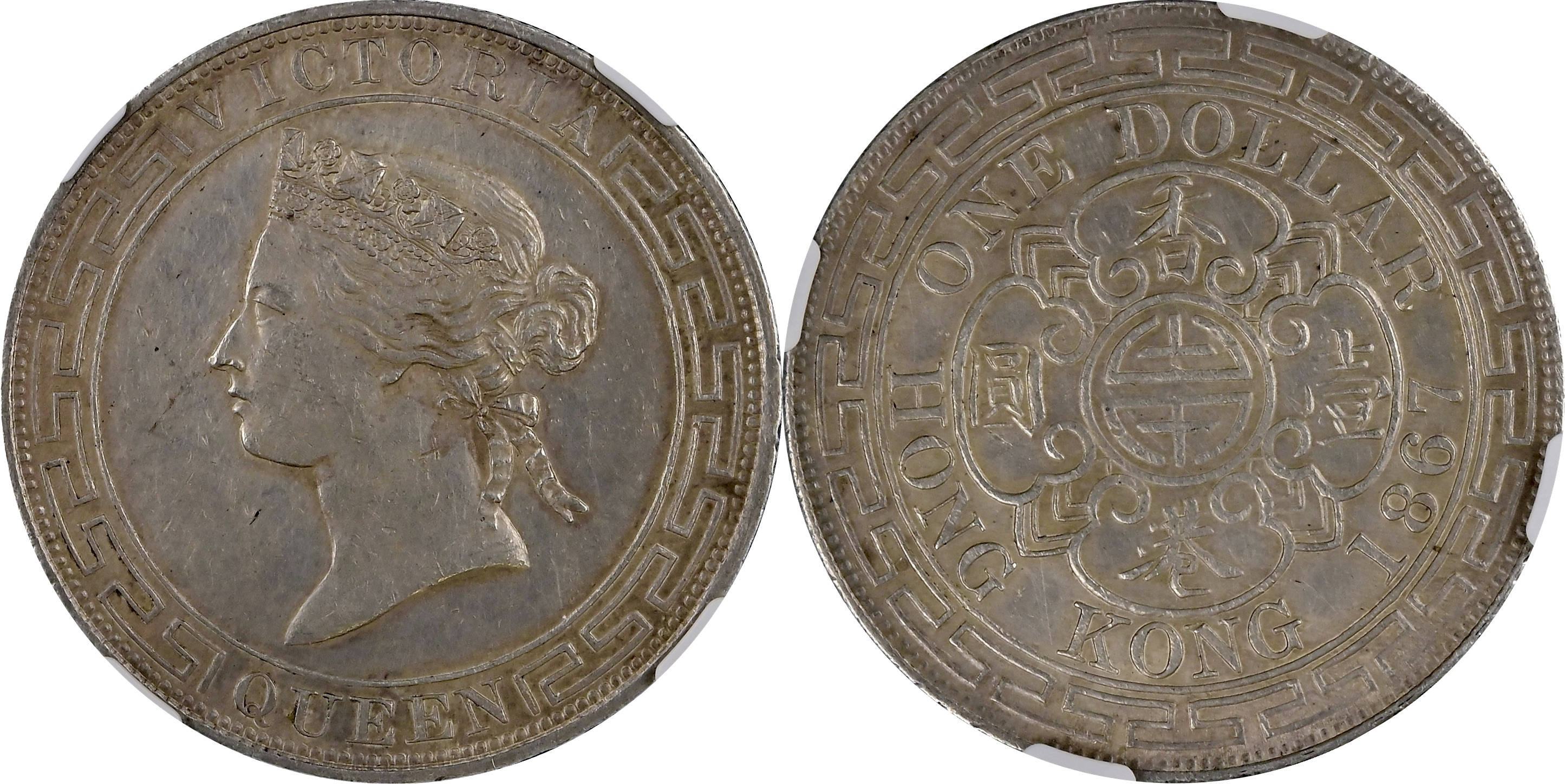
Xu bạc: 1 dollar Hong Kong, mặt trước là chân dung của Nữ hoàng Victoria đội Vương miện Kim cương, đúc trong 3 năm (1866, 1867 và 1868), trong thời gian MacDonnell làm thống đốc Hồng Kông, đây là tiền thân của đô la thương mại của Anh ở châu Á

Vào ngày 19 tháng 10 năm 1865, MacDonnell được bổ nhiệm làm Thống đốc Hồng Kông thứ sáu, một vị trí mà ông đảm nhiệm cho đến năm 1872. Trong nhiệm kỳ của mình, MacDonnell đã phát triển Victoria Peak, nơi cuối cùng trở thành khu dân cư hàng đầu ở Hồng Kông, chỉ dành cho các thương gia châu Âu giàu có. MacDonnell cũng ra lệnh xây dựng một bệnh viện phục vụ nhu cầu của người dân Trung Quốc địa phương. Ngoài ra, ông còn hợp pháp hóa cờ bạc ở Hồng Kông, dẫn đến các vấn đề xã hội và sau đó một lần nữa bị coi là bất hợp pháp. Năm 1871, ông được trao Huân chương Thánh Micheal và Thánh George.
Cuối cùng, chính quyền của MacDonnell bị ảnh hưởng bởi thâm hụt ngân sách lớn, dẫn đến việc chính quyền yêu cầu HSBC cung cấp gói viện trợ tài chính. Chính quyền cũng bị tổn hại bởi các hành động của cơ quan Hải quan Quảng Châu, những người tuần tra vùng biển ngoài khơi Hồng Kông và lên tàu để tìm kiếm hàng lậu. Cộng đồng thương gia Anh ở Hồng Kông gọi đây là cuộc phong tỏa và ảnh hưởng đến nền kinh tế của Hồng Kông trong 20 năm tiếp theo.

## Hôn nhân
Năm 1847, MacDonnell kết hôn với Blanche Ann, con gái của Francis Skurray ở Beckington, Somerset, người sống tại Stanhope Place, Hyde Park, London và Percy Cross Lodge, Fulham, trước khi nghỉ hưu tại số 5 Brunswick Square, Brighton. Ngài Richard và Phu nhân MacDonnell sống gần Hyde Park ở London và sau khi nghỉ hưu vào năm 1872, họ đã dành nhiều thời gian ở Ý và Pháp; Ngài Richard qua đời tại Hyères, ngày 5 tháng 2 năm 1881.
Cả hai đều được chôn cất tại Nghĩa trang Kensal Green, ở phía nam. Họ qua đời mà không có con.